# Eesti Ekspress
Eesti Ekspress (en español, Estonio Expreso) fue el primer periódico políticamente independiente en la República Socialista Soviética de Estonia durante el control soviético de Estonia. En marzo de 2010, el periódico se reinició como una revista.

## Historia
El periódico fue fundado en 1989. El primer número se publicó el 22 de septiembre de 1989. Haciendo uso de las reformas políticas Perestroika y Glásnost de Gorbachov, se estableció ese mismo año como un periódico semanal por Hans H. Luik y otros. La sede se encuentra en Tallin y es publicado por AS Eesti Ajalehed. Esencialmente en el mismo formato, aunque con una serie de apéndices, se seguía publicando cada semana, hasta que el día de emisión cambió de jueves a miércoles el 30 de abril de 2014.
El éxito de Eesti Ekspress llevó a que Hans H. Luik se estableciera en un magnate de los medios.
Eesti Ekspress tiene una postura liberal y es una de los periódicos de investigación en Estonia. Se han publicado varias historias importantes y es conocido por su mentalidad innovadora. Considerablemente más honestos que otros periódicos de la era soviética tardía y fue uno de los primeros en utilizar las tecnologías de publicación digital y la composición tipográfica fotográfica. En consecuencia, ha generado controversia por popularizar el uso incorrecto de 'sh' y 'zh' en sustitución de los caracteres 'š' y 'ž', que a fines de la década de 1980 eran bastante inconvenientes para el procesamiento por computadora, pero aparecen en varias palabras de préstamo estonias (p.ej. garaaž, obtenido de garaje del francés y tšau de ciao del italiano) y nombres transliterados de lenguas eslavas, la más importante, el ruso.
Actualmente el periódico sigue siendo uno de los más populares en Estonia, tan solo en 2015 logró circular más de 28,000 copias.

## Editores
- Hans H. Luik (1989–1990)
- Ivo Karlep (1990–1991)
- Hans H. Luik (1991)
- Madis Jürgen (1991–1992)
- Priit Hõbemägi (1992–1996)
- Tiina Soone (1996–1997)
- Aavo Kokk (1997–2002)
- Tiina Kaalep (2002–2006)
- Priit Hõbemägi (2006–2011)
- Janek Luts (2011–2013)
- Allar Tankler (2013–2016)
- Erik Moora (2016–presente)

## Lectores y circulación

### Lectores del periódico
El público lector principal del periódico es de edad de entre 25 y 49 años, de los cuales el 52% tiene menos de 39 años y el 70% aún no ha alcanzado los 50. Los lectores del Eesti Ekspress se encuentran principalmente en Tallin y el norte de Estonia, con el 18% y el 44% de los lectores, respectivamente.
Lectores del periódico según la encuesta de medios de TNS Emor (2008):
| Año, (trimestre) | Lectores | Lectores (%) | Lugar |
| ---------------- | -------- | ------------ | ----- |
| 2006, (II)       | 131 000  | 12,5         | 6º    |
| 2007, (II)       | 140 000  | 13,4         | 4º    |
| 2008, (II)       | 136 000  | 13,0         | 4º    |